# Láthatatlan kéz
A láthatatlan kéz (angolul The invisible hand) Adam Smith skót közgazdász által A nemzetek gazdagsága (1776) című művében bevezetett metafora.
Adam Smith szerint a piacot a láthatatlan kéz irányítja oly módon, hogy a kereskedő a saját érdekét szem előtt tartva minél több profitra szeretne szert tenni, ám ennek érdekében minél jobb minőségű terméket kell előállítania, hiszen arra nagyobb a kereslet[forrás?]. Természetesen termékeit nyilvánvalóan alacsonyabb áron kell kínálnia a kereslet növelése és ezáltal a profit maximalizálása érdekében. Ezek a gazdasági folyamatok alakítják ki a „természetes árat” és biztosítják a piacon lévő termékek minőségét.
A láthatatlan kéz elve csak a tökéletes verseny feltételei között érvényesül; ha a piacon létezik olyan szereplő, amely a teljes piac elég nagy hányadát ellenőrzi, azaz monopolhelyzetben van, akkor el tudja téríteni a piaci árakat.